# 모디보 케이타

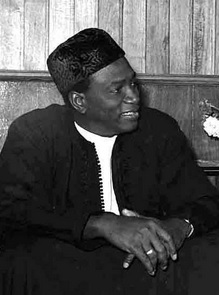

모디보 케이타(Modibo Keïta, 1915년 6월 4일 ~ 1977년 5월 16일)는 말리 연방이 말리와 세네갈로 분리될 때까지 약 1년 4개월 동안 말리 연방의 유일한 총리였으며, 이후 1960년부터 1968년까지 말리의 첫 번째 대통령을 지냈다.

## 사회주의 정책
그는 1960년 말리 연방의 해체 이후 말리 공화국의 대통령이 되었다. 그러나 그는 소련을 보고 무리하게 산업의 국유화, 농업의 집단화 등을 시도했다. 게다가 세네갈과의 단교를 선포하여 국내 경제에 막대한 피해를 입혔다. 결국, 그는 1966년에 육군 장교의 쿠데타로 사하라 사막에 있는 형무소에서 말년을 보내다가 사망했다.
| 전임 (초대) | 말리의 대통령 1960년 6월 20일 ~ 1968년 11월 19일 | 후임 무사 트라오레 |

| 전임 (초대) | 말리의 국가 원수 1960년 6월 20일 ~ 1968년 11월 19일 | 후임 무사 트라오레 |